# Liste von Persönlichkeiten aus Leontica
Diese Liste enthält in Leontica geborene Persönlichkeiten und solche, die in Leontica ihren Wirkungskreis hatten, ohne dort geboren zu sein. Die Liste erhebt keinen Anspruch auf Vollständigkeit.

## Persönlichkeiten
(Sortierung nach Geburtsjahr)
- Giacomo Genora (1656–1731), Geistlicher in Osco und Pollegio sowie Heimatschriftsteller.
- Antonio Arcioni (1811–1859), Schweizer Offizier und ein republikanischer General im ersten italienischen Unabhängigkeitskriege.

- Familie Gianella. [1]
  - Carlo Francesco Gianella (* 13. Januar 1740 Leontica; † 15. Juli 1810 in Mailand), Jesuit, Professor für Theologie, Physik und Mathematik in Mailand und Pavia, Rektor der Universität Pavia[2][1][3]
  - Giuseppe Gianella (* 27. Januar 1742 in Leontica; † 5. September 1818 ebenda), Priester, Pfarrer von Leontica, Kapitelsvikar, liess die Pfarrkirche von Leontica bauen[1][4]
  - Carlo Gianella (* um 1765 in Leontica; † nach 1828 ebenda), Neffe des Carlo Francesco, Ingenieur, Oberbrücken- und -strassendirektor des Königreichs Italien, baute einen Teil der Simplonstrasse sowie die Brücke von Boffalora sopra Ticino[1][5]
  - Vincenzo Gianella (* 5. Mai 1771 in Leontica; † 16. Januar 1850 ebenda), Politiker, Tessiner Grossrat[1]
  - Bartolomeo Gianella (* 18. Mai 1799 in Leontica; † 16. November 1875 in Ponto Valentino), Priester, Professor am kleinen Seminar in Pollegio, Pfarrer von Ponto Valentino, Kapitelsvikar der Geistlichkeit von Blenio, Dekan und Visitator der drei ambrosianischen Täler für den Erzbischof von Mailand und bischöflicher Abgeordneter, konservativer Tessiner Grossrat[1]
  - Giovanni Gianella (* 1801 in Leontica; † 1860 ebenda), Jurist, Politiker, Tessiner Staatsrat, Präsident des Kantonsgerichts[6]
  - Luigi Gianella (* 15. November 1822 in Leontica; † 7. Mai 1880 ebenda), Sohn des Vincenzo, Arzt, Tessiner Grossrat[1]
  - Felice Gianella (* 5. Mai 1829 in Leontica; † 14. August 1898 ebenda), Anwalt, Richter am Appellationsgericht, Tessiner Grossrat, Staatsrat[1][7]
  - Ferdinando Gianella (1837–1917), Ingenieur, tessiner Staatsrat.

- Domenico Visani (* 23. September 1894 in Palazzuolo di Romagna, heute Palazzuolo sul Senio; † 13. Mai 1969 in Leontica), Gewerkschafter und Politiker, Präsident der Gewerkschaft Bau und Holz in Lugano, Tessiner Grossrat[8]
- Aurelio Gianora (* 6. September 1909 in Leontica; † 31. Dezember 1995 in Saint-Maurice) Missionar in Sikkim in Indien, Titularabt von Sixt (Hochsavoyen)[9]

- Familie Beretta, 
  - Remo Beretta alias Martino della Valle (1922–2009), Dozent am Lyzeum von Lugano, Schriftsteller und Übersetzer
  - Sandro Beretta (1926–1960), Journalist, Schriftsteller
  - Americo Beretta (* 1929 in Leontica), Journalist, Schriftsteller, PTT-Beamter[10]